# بيرمنغنات الصوديوم
فوق منغنات الصوديوم أو  بيرمنغنات الصوديوم  مركب كيميائي له الصيغة NaMnO4 ، ويكون على شكل بلورات حمراء بنفسجية .
عدد أكسدة المنغنيز في هذا المركب +7 ، وهو من المؤكسدات القوية.

## الخواص
- يشبه مركب فوق منغنات الصوديوم بخواصه المؤكسدة مركب فوق منغنات البوتاسيوم المستخدم بشكل أكبر، وذلك لانخفاض سعره بالمقارنة مع فوق منغنات الصوديوم.
- انحلالية مركب فوق منغنات الصوديوم كبيرة جداً، وله خاصة استرطاب كبيرة أيضاً.
- يتفكك فوق منغنات الصوديوم بالتسخين مطلقاً غاز الأكسجين.

## التحضير
يحضر عن طريق فوق منغنات البوتاسيوم، ولا يحضر بشكل مباشر من تفاعل ثنائي أكسيد المنغنيز مع هيدروكسيد الصوديوم، وذلك بسبب عدم تشكل ملح Na2MnO4 الوسطي الضروري لعملية التحضير.

## الاستخدامات
- لا يستخدم بشكل مكثف في الكيمياء التحليلية مثل فوق منغنات البوتاسيوم بسبب تميه البلورات بسبب الاسترطاب.
- بسبب خواصه المؤكسدة القوية وانحلاليته العالية تستعمل محاليله المائية في تخريش اللوح أثناء تحضير اللوحة الإلكترونية المطبوعة.[2]

## منغنات الصوديوم
منغنات الصوديوم وهو مركب له الصيغة Na2MnO4 حيث للمنغنيز رقم أكسدة +6، وهو على شكل بلورات خضراء وله كتلة مولية مقدارها 141.93 غ/مول. يحضر من تفاعل ثنائي أكسيد المنغنيز مع هيدروكسيد الصوديوم بدرجات حرارة مرتفعة.
كما ينتج من تفاعل اختزال فوق منغنات الصوديوم بشروط قاعدية حسب المعادلة:
4NaOH + 4NaMnO4 → 4Na2MnO4 + 2H2O + O2